# Motorrad-Gegensprechanlage
Eine Motorrad-Gegensprechanlage ist eine Sprechanlage, die es dem Motorradfahrer ermöglicht, mit dem Sozius oder anderen Motorradfahrern über im Helm verbaute Kopfhörer und Mikrophon zu sprechen. Darüber hinaus bieten viele Systeme zusätzliche Funktionen wie telefonieren über das Handy oder Radioempfang. Die Signalübertragung verläuft dabei meist über Bluetooth, andere Varianten der Signalübertragung funktionieren über Kabel oder Sprechfunk. Motorrad-Gegensprechanlagen gibt es in verschiedenen Varianten, die sich in der Art der Implementierung unterscheiden. Grundsätzlich wird zwischen zwei Arten der Umsetzung unterschieden: Eine Art sind die sog. Einbauanlagen die fest mit dem jeweiligen Motorrad verbaut werden, die andere Art sind Bluetooth-Helm-Systeme zum direkten Einbau an einem Helm.

## Einbauanlagen
Die fest am Motorrad montierten Einbauanlagen werden über die Motorradelektrik mit Strom versorgt. Die Verbindung zum Helm des Motorradfahrers oder Sozius wird über Spiralkabel hergestellt. Die Signalübertragung von Fahrer zu Sozius erfolgt bei diesen Anlagen über die Verkabelung, wobei es auch Einbauanlagen gibt die das Gegensprechen über den Sprechfunk unterstützen. Bei einem Betrieb über den Sprechfunk muss, wie bei einem handelsüblichen Walkie-Talkie, eine Sprechtaste zum Übertragen der Sprachsignale gedrückt werden.

## Bluetooth-Helm-Systeme
Bei dieser Geräteklasse ist ein Bluetooth-Chip und Akku verbaut. Hier kann man ohne störende Verkabelung miteinander sprechen. Die Signalübertragung wird vollständig über den Bluetooth-Standard geregelt. Häufig stellt auch der gleichzeitige Anschluss von MP3-Player, Handy oder Navigationsgerät kein Hindernis da. Manche Geräte bieten sogar ein integriertes FM-Radio. Die überbrückbaren Distanzen zur Übertragung des Bluetooth-Signals schwanken dabei je nach verwendeter Bluetooth-Klasse zwischen 10 Meter bis zu 800 Meter. Für eine Signalübertragung von mehr als 10 Metern wird die Bluetooth-Klasse 1 verwendet, bis zu 10 Meter die Klasse 2.